# Loi 19 du beach soccer
La loi 19 du beach soccer fait partie des lois régissant le beach soccer, maintenues par l'International Football Association Board (IFAB). La loi 19 se rapporte aux signaux des arbitres.

## Règlement actuel

### Indications
| Position                                              | Implication |
| ----------------------------------------------------- | --- |
| Bras levé vers le but d'une équipe et coup de sifflet | Coup franc ou coup de pied de réparation sifflé contre cette équipe à l'endroit où se trouve l'arbitre                                            |
| Deux bras levé vers le but d'une équipe               | Avantage donné à l'équipe qui a le ballon qui vient de subir une faute mais dont la continuité du jeu l'avantage plutôt qu'un coup de pied arrêté |
| Bras levé vers une des deux lignes de touche          | Remise en touche devant être effectuée, à la suite de la sortie du ballon, en face de la position de l'arbitre                                    |
| Sol devant le but montré du doigt                     | Sortie de but |
| Pied du poteau de corner indiqué de la main           | Coup de pied de coin |

### Gestes
| Position                                    | Implication                             |
| ------------------------------------------- | --------------------------------------- |
| Bras levé devant                            | Première passe en retrait au gardien    |
| Carton jaune ou rouge brandi vers un joueur | Avertissement de ce joueur              |
| Bras ou mains dessinant un angle droit      | Arrêt du temps demandé au chronométreur |
| Main levé les 5 doigts écartés              | Décompte des 5 secondes avant un tir    |
| Mouliné avec les bras                       | Changement de gardien                   |